# Simolestes
Simolestes és un gènere de pliosaurids extingit que va viure entre el Juràssic mitjà i final en el que avui és Anglaterra i l'Índia. L'exemplar tipus, BMNH R. 3319 és un diagnòstic d'esquelet gairebé complet però triturat de Simolestes vorax, que es remunta al Cal·lovià de la formació d'Oxford Clay, Anglaterra. El gènere també es coneix pel callovià i el bajocià de França (S.keileni), i el titonià de l'Índia (S.indicus). No obstant això, la referència d'aquestes dues espècies a Simolestes és dubtosa.